# Le Fils de Damien
Pour plus de détails, voir Fiche technique et Distribution.
Le Fils de Damien (Damien's Seed) est un film américain réalisé par Edward Holzman, sorti en 1996.

## Fiche technique
- Titre français : Le Fils de Damien
- Titre original : Damien's Seed
- Réalisation : Edward Holzman
- Scénario : Meriam Castel, Edward Holzman,
- Producteur : Haze J.F. Bergeron III, Michael Cain, Brad Hill
- Production :
- Distributeur :
- Musique : Alex Wilkinson
- Pays de production :  États-Unis
- Langue d'origine : Anglais américain
- Lieux de tournage : Forêt nationale de San Bernardino
- Genre : Thriller érotique
- Durée : 1 h 30
- Date de sortie :
  - États-Unis : 1996

## Distribution
- Matthew Sullivan : Barry Haven
- Leslie Zemeckis : Jane Janzen (crétidée comme Leslie Harter)
- Jacqueline Lovell : Trix
- Kira Reed : Carol
- Shauna O'Brien : Connie
- James Wlcek : Eric (crédité comme Jimmy Wlcek)
- Leslie Olivan : Diane
- Scott Shaughnessy : Frank
- Teresa Politi : Jessica Janzen (créditée comme Teresa Langley)